# سیمیون کوچیوک
سیمیون کوچیوک (انگلیسی: Simion Cuciuc؛ زادهٔ ۴ ژوئیهٔ ۱۹۴۱) قایقران کانو اهل رومانی است.